# Cythereis phalaropi
Cythereis phalaropi är en kräftdjursart som beskrevs av Joseph Augustine Cushman 1906. Cythereis phalaropi ingår i släktet Cythereis och familjen Trachyleberididae. Inga underarter finns listade i Catalogue of Life.